# MIDletPascal
MIDletPascal – darmowy kompilator na licencji GPL języka programowania Pascal pozwalający na wygenerowanie kodu bajtowego zgodnego z implementacja Java ME, co pozwala na uruchamianie aplikacji w nim napisanych na różnorakich urządzeniach mobilnych takich jak telefony, palmtopy itp.

## Historia
Program napisany pierwotnie przez Niksa Orlic był aplikacją darmową z wyłączeniem zastosowań komercyjnych, co oznaczało, że aby sprzedawać stworzone w nim programy, należało najpierw zakupić licencje.
Około 2007 roku aktywność i dalszy rozwój programu stanął pod znakiem zapytania - autor porzucił rozwój kolejnych wersji, a kod źródłowy przekazany jednemu z użytkowników nie został ujawniony.
Dopiero w 2009 roku dzięki aktywności grupy użytkowników z Rosyjskiego forum Boolean.name kod źródłowy został udostępniony i rozpoczęto pracę nad nowymi wersjami.

## Możliwości
Aktualna wersja MIDletPascal 3 umożliwia:
- pisanie aplikacji zgodnych z implementacją MIDP1.0 i MIDP2.0 dla telefonów kolorowych jak i czarno-białych,
- tworzenie zarówno prostych jak i skomplikowanych gier dzięki pełnej obsłudze Płótna
- wysyłanie krótkich wiadomości tekstowych
- tworzenie aplikacji sieciowych
- dodawanie bibliotek napisanych w języku Java

## Program Hello world
```
program
 
helloworld
;

begin

drawText
(
'Hello, world!'
,
 
8
,
 
0
)
;

repaint
;

while
 
getKeyClicked
=
KE_NONE
 
do

end
.

```